# Zgornje Vetrno
Zgornje Vetrno je naselje v Občini Tržič.